# Пески (Самарская область)
Пески — село в Ставропольском районе Самарской области. Входит в сельское поселение Мусорка.

## География
Село Пески находится в нескольких километрах к востоку от села Мусорка. Через село протекает река Мусорка.

## Население
| 2010 |
| ---- |
| 22   |

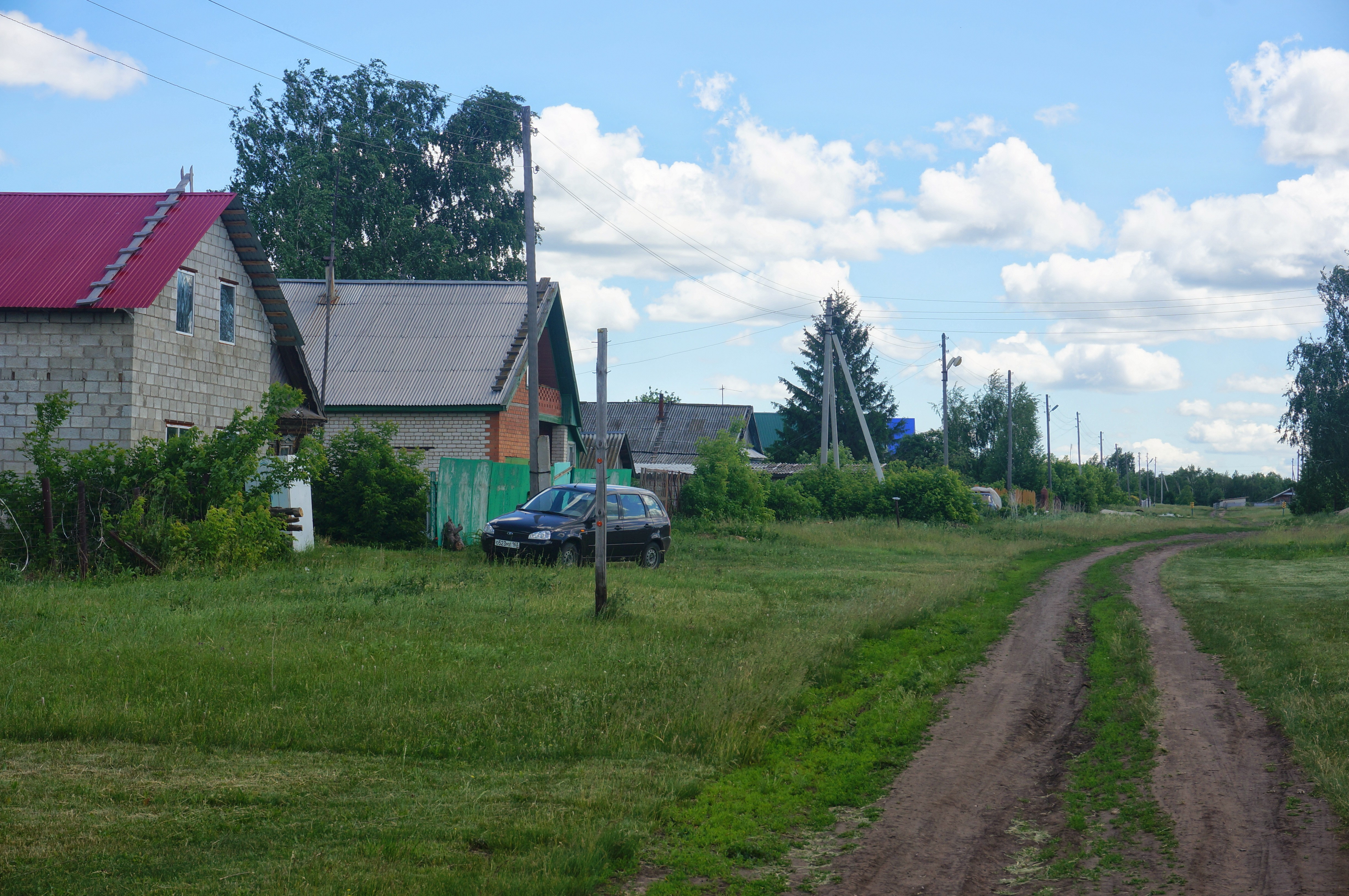
Сельская улица
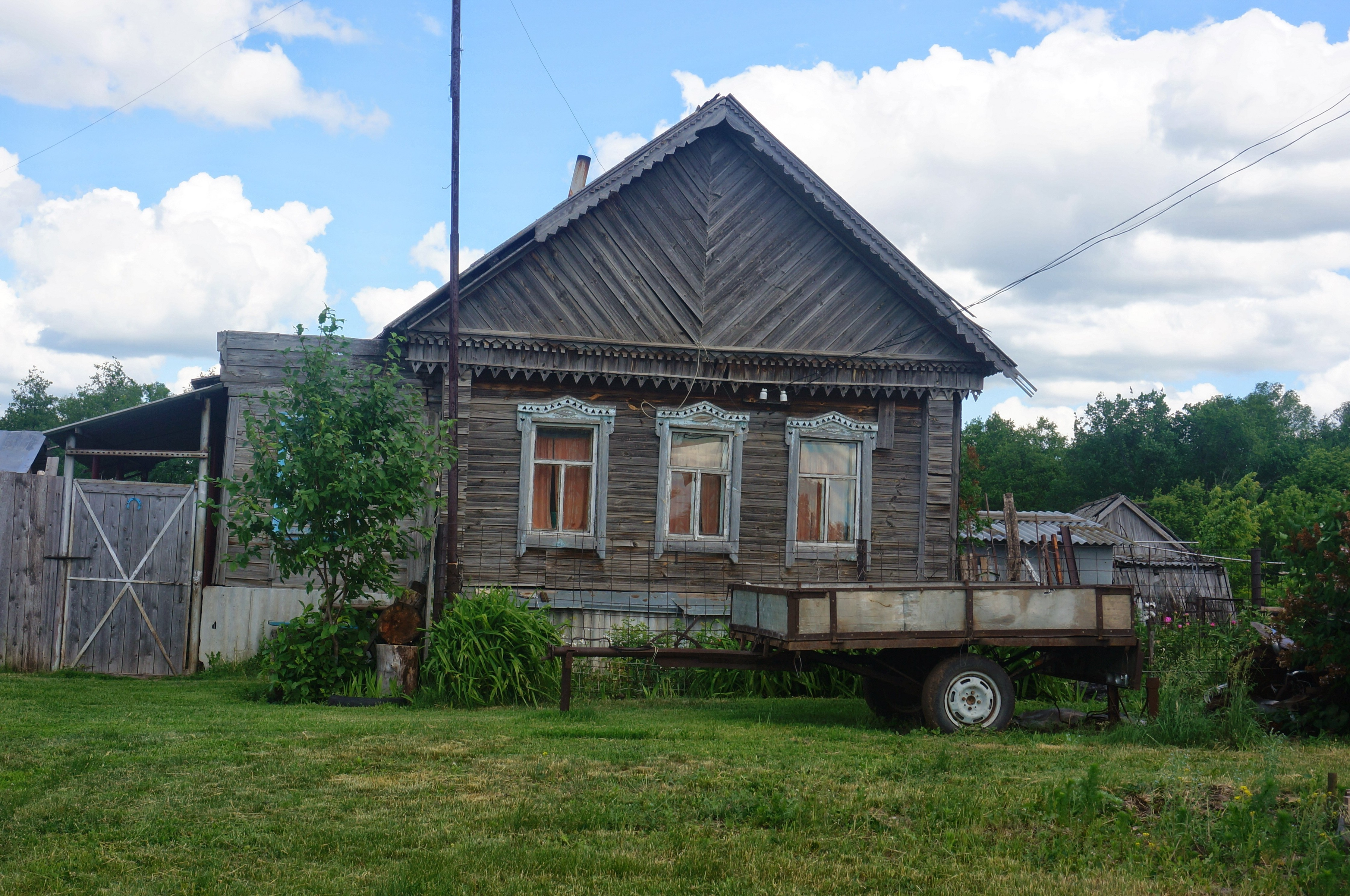
Жилой дом
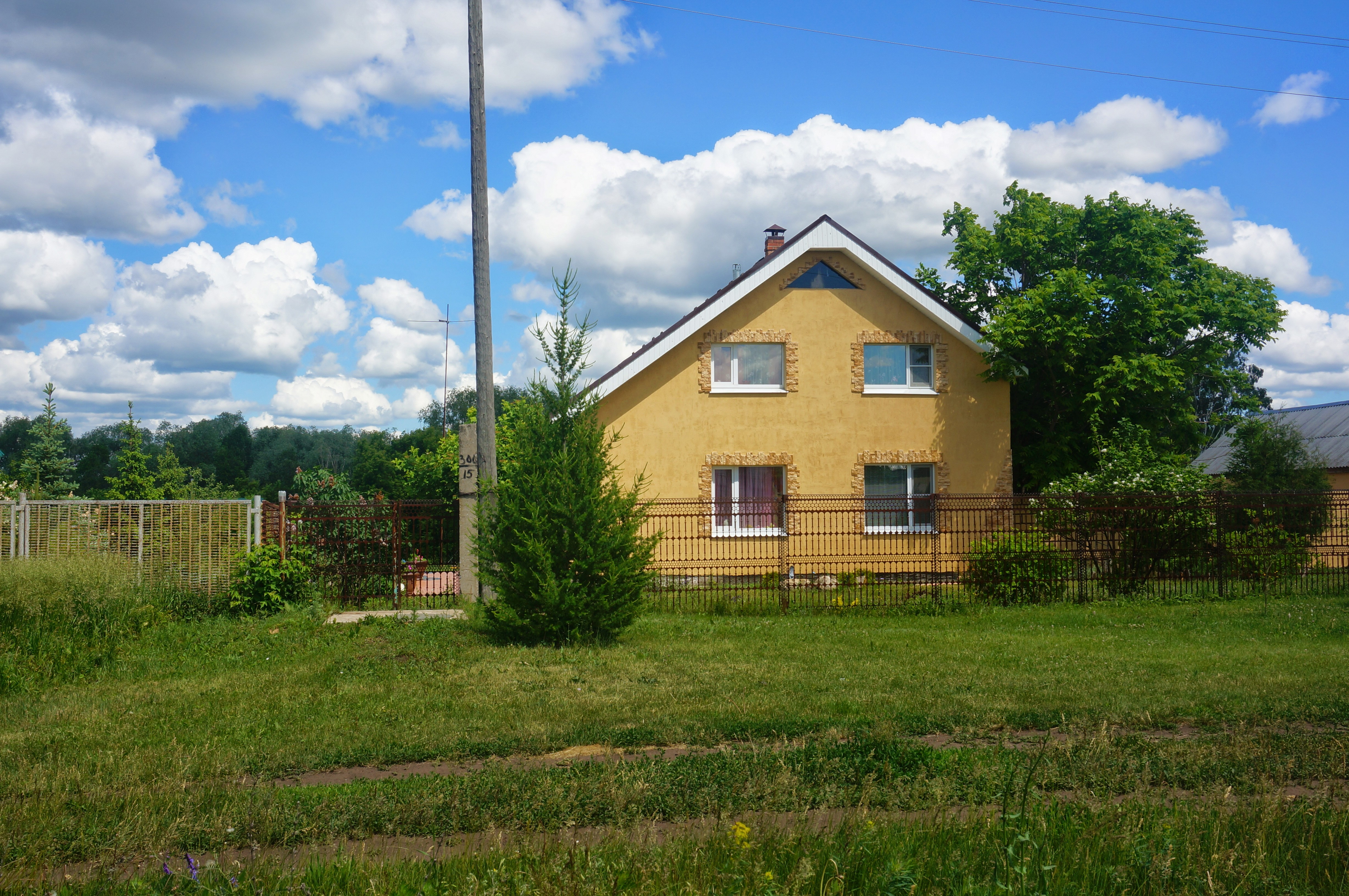
Жилой дом
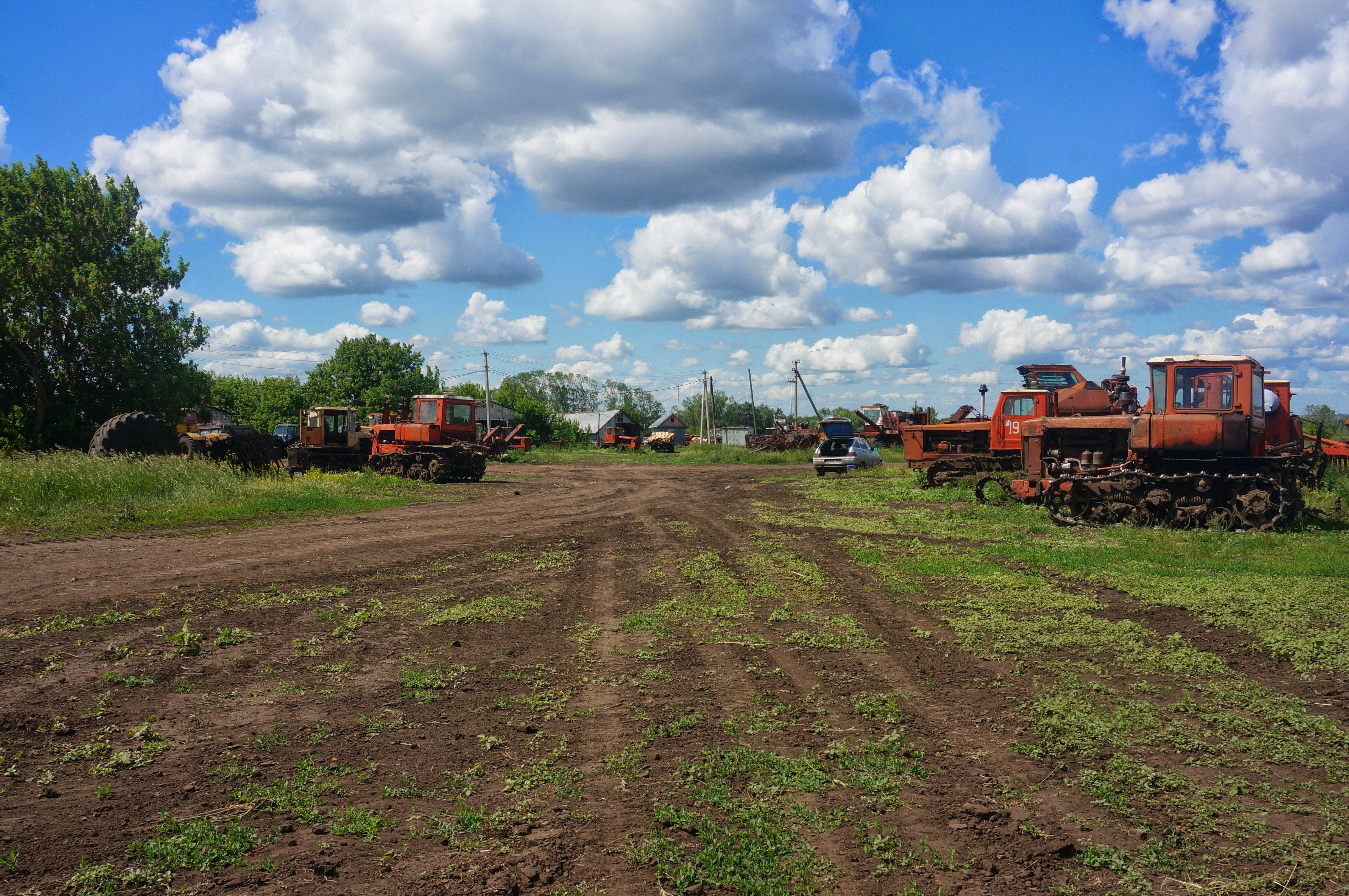
Тракторная станция